# Silvester Pflieger

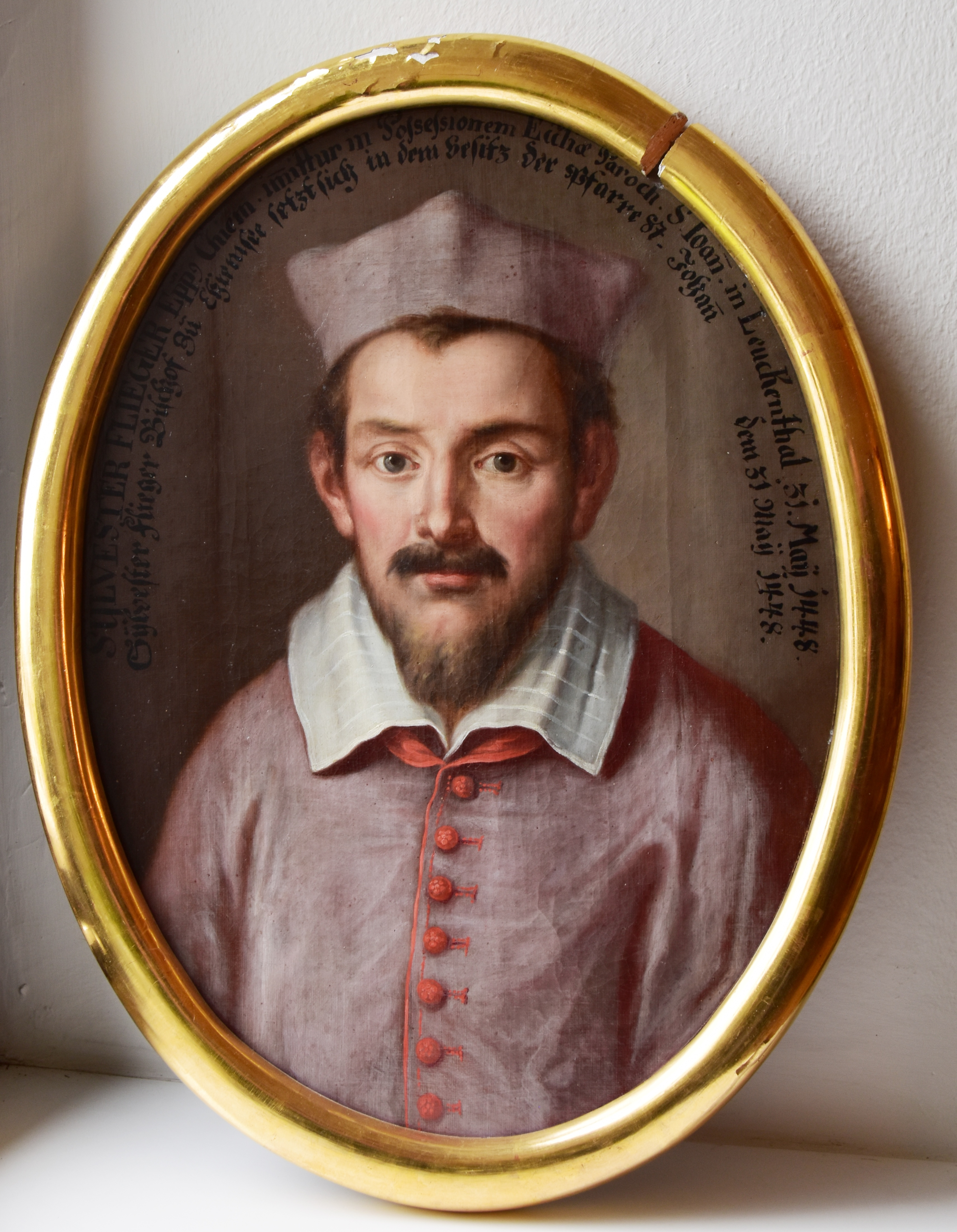
Silvester Pflieger, Porträt im Dekanatspfarrhof von St. Johann in Tirol

Silvester Pflieger (auch Sylvester Pflieger; † 21. Oktober 1453) war 1438–1453 Bischof von Chiemsee.

## Leben
Silvester Pflieger war vermutlich bürgerlicher Abkunft und stammte aus der Diözese Augsburg. Als Rektor der Pfarrkirche von Binabiburg studierte er in Padua, wo er vermutlich auch promovierte. Jedenfalls ist er für das Jahr 1421 als Dr. iur. can. belegt, als er Pfarrer von Bruck in der Steiermark war und im selben Jahr die Propstei Friesach in Kärnten erhielt. 1427 wurde er auf die Pfarrei Werfen im Erzbistum Salzburg providiert. Obwohl er sich bereits 1424 um ein Kanonikat in Passau bemühte, erhielt er es erst 1427. 1426 ist er als Rektor der Pfarrkirche von Radkersburg und Kanzler des Salzburger Erzbischof Eberhard III. von Neuhaus nachgewiesen. Ab 1427 war er Propst von Schliersee und tauschte 1430 diese Pfründe wiederum gegen das Amt des Domdekans von Passau.
Nach dem Tod des Chiemseer Bischofs Johann Ebser ernannte der Salzburger Erzbischof Johann II. von Reisberg am 24. Februar 1438 Silvester Pflieger zu dessen Nachfolger. Die Bischofsweihe erfolgte am 2. März d. J. 1439 gehörte er einer Gesandtschaft an, die kurz vor dem Papstschisma im Auftrag König Albrechts II. mit Papst Eugen IV. und dem Konzil von Basel verhandeln sollte. Nach dem Tod Albrechts im November 1439 wurde er von König Friedrich III. zusammen mit anderen Vertretern zum Reichstag nach Mainz entsandt. 1441 leitete er gemeinsam mit dem Augsburger Bischof die Gesandtschaft, die im Auftrag Friedrichs III. am Frankfurter Reichstag die Verhandlungen zu führen hatte. 1447 vertrat er den König auf dem Reichstag in Nürnberg.
Als Bischof von Chiemsee konsekrierte Silvester Pflieger 1442 den Salzburger Erzbischof Friedrich IV. Truchsess von Emmerberg. Als dessen Generalvikar wurde er von König Friedrich III. beauftragt, die wirtschaftlichen und rechtlichen Belange für die Gründung des Zisterzienserklosters Wiener Neustadt zu prüfen und den Abt Heinrich Stremberger einzusetzen. Zur Verbesserung der Bischofseinkünfte wurde 1446 die Pfarrei St. Johann in Tirol in das Bistum Chiemsee inkorporiert, sodass der Bischof damit eine Pastoralresidenz innerhalb seines Bistums hatte, in der er seine Amtsgeschäfte ungestört ausüben konnte. Nach dem Tod des Erzbischofs Truchsess von Emmerberg 1452 gehörte Silvester Pflieger zu den drei eingesetzten Kompromissaren und durfte dem gewählten Erzbischof Sigismund I. von Volkersdorf das Wahlergebnis mitteilen.

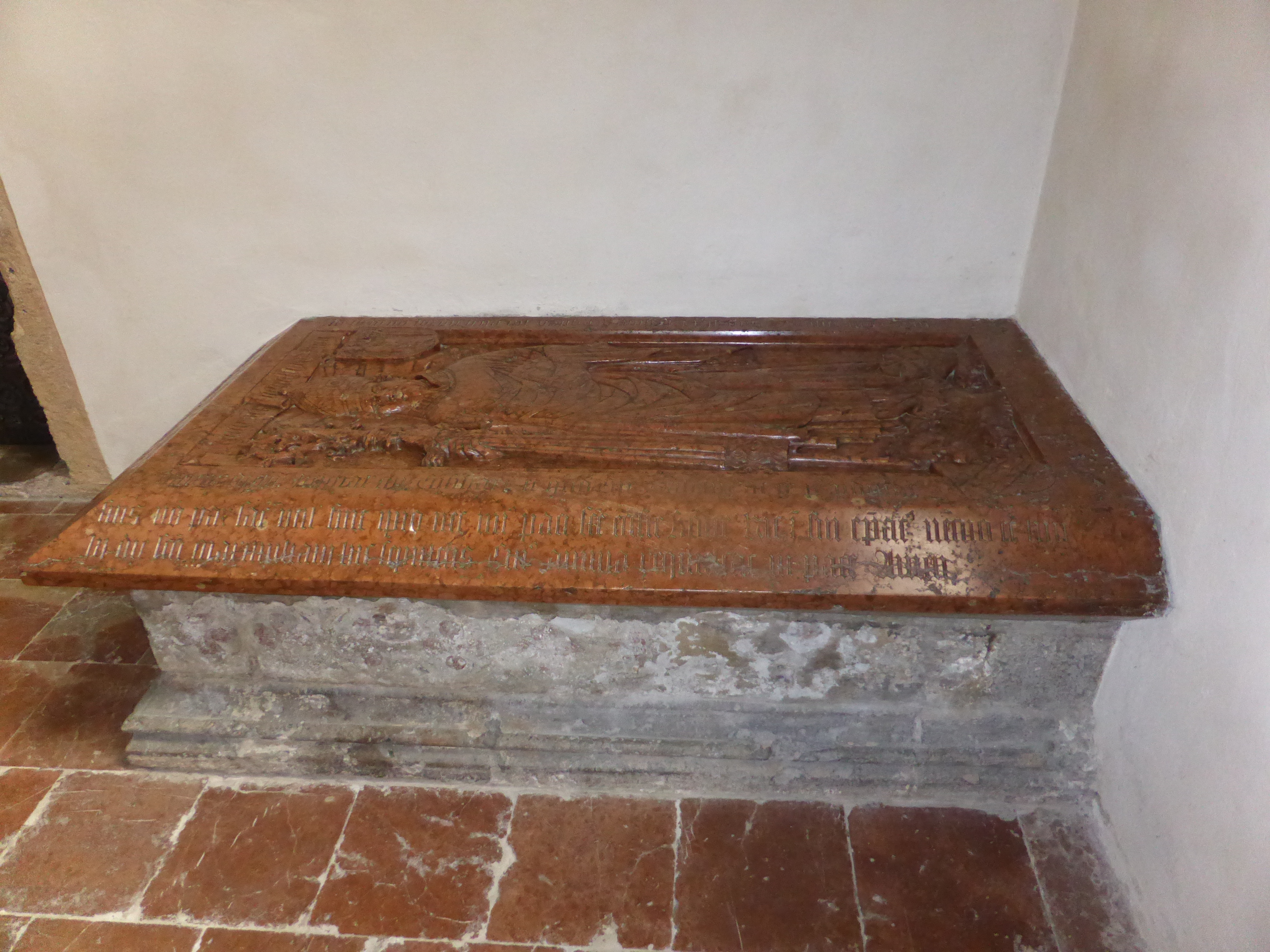
Hochgrab Bischof Silvester Pflieger in der Pfarrkirche Bischofshofen

Nach seinem Tod am 21. Oktober 1453 wurde Silvester Pflieger in der Pfarrkirche St. Maximilian in Bischofshofen beigesetzt. Das Hochgrab ist aus Adneter Marmor und wurde vermutlich von dem Bildhauer Hans Baldauf gefertigt.